# 安德里斯·尼尔森斯
安德里斯·尼尔森斯（又译纳尔逊斯，1978年11月18日—），拉脱维亚指挥家，现为美国波士顿交响乐团音乐总监、德国莱比锡布商大厦管弦乐团音乐总监。

## 生平
安德里斯·尼尔森斯出生于拉脱维亚首都里加的一个音乐世家，他曾学习小号，在拉脱维亚约瑟夫·韦托音乐学院和圣彼得堡音乐学院学习指挥，先后师从尼姆·耶尔维、约尔马·帕努拉和马里斯·杨颂斯等指挥家。
安德里斯·尼尔森斯的第一份工作是拉脱维亚国家歌剧院管弦乐团的小号手，同时他开始参与指挥工作。2003年，年仅24岁的尼尔森斯成为拉脱维亚国家歌剧院的首席指挥，该团与卑尔根国际艺术节合作演出了瓦格纳名剧《尼伯龙根的指环》。尼尔森斯先后担任过西北德爱乐乐团首席指挥（2006－2009年）和伯明翰市立交响乐团首席指挥暨音乐总监（2008－2015年）。
作为新一代指挥界翘楚，尼尔森斯是世界顶级交响乐团、歌剧院、音乐节的常客，包括柏林爱乐乐团、维也纳爱乐乐团、阿姆斯特丹皇家音乐厅管弦乐团、巴伐利亚广播交响乐团、纽约爱乐乐团、维也纳国家歌剧院、纽约大都会歌剧院、伦敦皇家歌剧院等等。2014年，他曾接替已故指挥大师阿巴多执导琉森音乐节管弦乐团。
2010年7月，尼尔森斯在拜罗伊特音乐节的首秀上指挥了《罗恩格林》。2016年拜罗伊特音乐节时，原本将担任新版本《帕西法尔》音乐指导的尼尔森斯出人意料地辞去了职务。
2014年，时年35岁的尼尔森斯接替詹姆斯·莱文，成为波士顿交响乐团百余年历史上最年轻的首席指挥，2015年该团打破了五年合同的传统，与他签订了直至2022年，长达八年的指挥合同。
2015年9月，尼尔森斯接任里卡多·夏伊，成为莱比锡布商大厦管弦乐团总监，合同将于2018年2月正式开始。
2019年1月1日，在2019年維也納新年音樂會落幕之際，樂團官網也公布2020新年音樂會年度指揮，此為安德里斯·尼爾森斯首度接任維也納新年音樂會指揮。

## 个人生活
尼尔森斯2011年与拉脱维亚女高音克里斯蒂娜·奥波莱结婚。他们相识于尼尔森斯在拉脱维亚国家歌剧院任职期间，当时她是拉脱维亚国家歌剧院合唱团的成员，后来成为独唱。他们的女儿阿德里亚娜·安娜（Adriana Anna）于2011年12月28日出生。他们于2018年3月27日宣布离婚。尼尔森斯于2019年4月与前爱丽丝·海德勒（Alice Heidler）再婚。